# 金田秀太郎
金田 秀太郎（かねだ ひでたろう、1873年（明治6年）1月28日 - 1925年（大正14年）6月11日）は、日本の海軍軍人。最終階級は海軍中将。祖父に伊庭秀業、伯叔父に伊庭八郎・伊庭想太郎、孫に元海上自衛隊海将の金田秀昭がいる。

## 経歴
静岡県出身。金田武司（伊庭秀業の次男）・マスの長男として生まれる。1894年（明治27年）11月、海軍兵学校（21期）を卒業し、少尉候補生として「高千穂」に乗り組み日清戦争に出征。1895年（明治28年）12月に海軍少尉任官。砲術練習所で学んだ。
1898年（明治31年）12月、「出雲」回航委員としてイギリスに出張。1900年（明治33年）3月、「出雲」分隊長となり、「吾妻」分隊長を経て、海軍大学校で乙種学生、選科学生として学ぶ。1903年（明治36年）12月、「鎮遠」分隊長に就任し、「音羽」砲術長に転じ日露戦争に出征した。1905年（明治38年）1月、海軍少佐に昇進。
1905年（明治38年）6月、「壱岐」砲術長に就任し、砲術練習所教官兼分隊長を経て、同年12月、イギリス駐在の発令を受けた。1908年（明治41年）4月、艦政本部出仕となり、兼海軍砲術学校教官、兼東京帝国大学講師嘱託（1911年（明治44年）7月まで）を務め、1909年（明治42年）10月、海軍中佐に進級。1912年（明治45年）4月、艦政本部員に発令され、「生駒」「河内」の各副長、横須賀鎮守府付、艦政本部出仕、艦政本部員、兼海大教官などを歴任し、1914年（大正3年）12月、海軍大佐に昇進。
1915年（大正4年）3月、砲術学校教官を兼務し、海軍技術本部員兼海大教官兼砲術学校教官、欧州各国出張、海軍火薬廠設立準備委員、兼造兵監督官、横須賀海軍工廠造兵部長を務め、1919年（大正8年）12月、海軍少将に進級した。1921年（大正10年）12月、艦政本部第1部長となり、呉海軍工廠長、艦政本部出仕を経て、1923年（大正12年）12月、海軍中将に進んだ。1924年（大正13年）2月、待命そして予備役に編入された。

## 栄典
位階
- 1896年（明治29年）2月10日 - 正八位[1]
- 1898年（明治31年）3月8日 - 従七位[2]
- 1899年（明治32年）10月31日 - 正七位[3]
- 1904年（明治37年）11月11日 - 従六位[4]
- 1909年（明治42年）12月20日 - 正六位[5]
- 1915年（大正4年）2月10日 - 従五位[6]
- 1920年（大正9年）1月20日 - 正五位[7]
- 1923年（大正12年）12月28日 - 従四位[8]
- 1924年（大正13年）3月24日 - 正四位[9]

勲章等
- 1895年（明治28年）11月18日 - 勲六等瑞宝章[10]・明治二十七八年従軍記章[11]
- 1905年（明治38年）11月30日 - 勲四等瑞宝章[12]
- 1906年（明治39年）4月1日 - 功四級金鵄勲章・旭日小綬章・明治三十七八年従軍記章[13]
- 1914年（大正3年）5月16日 - 勲三等瑞宝章[14]
- 1915年（大正4年）11月7日 - 旭日中綬章・大正三四年従軍記章[15]